# ローカル局
ローカル局（ローカルきょく）とは、以下の放送局を指す名称。
- ネットワークにおけるキー局の対義語。放送のやり取りにおける、受ける側。
- 全国でなく、一定の地域（放送エリア）ごとに区分した放送局のひとまとまりを指す呼称。

都会の放送局に対する「田舎・地方の放送局」を指す呼称ではない。日本でいえば「東京ローカル局」「関東ローカル局」の概念も存在する。

## 定義

### すべての地上波放送局
地上波の特性・地形・出力・投資コストなどの面で1本の電波塔が網羅できる地域（放送区域）は限られている。また、電波の混信を防ぐため各国は電波行政を行ってそれぞれの電波塔に周波数の割り当てを行っている。各国ともこのような電波塔の設置権利は地方ごとに存在する放送局（会社）に付与される。即ち、全ての放送局は放送エリアが限られている「ローカル局」である（都市国家を除く）。この場合の対義語は「全国局」。
日本では旧郵政省（現総務省）によって放送局の放送エリアを基本的に都道府県内に限ることにしそのエリア内にある全ての世帯で視聴できることを義務化している。但し、都市圏（地域圏）が都府県境を越えている場合、県ごとの単位では経済的に成り立たない場合、県の面積が大き過ぎたり小さ過ぎたりする場合などについて、例外的に都府県境を越えた放送を認めている。

### 小売を行う放送局
この意味での「ローカル局」とは情報流通において主に「下流」に位置する放送局を指す。上流にはキー局、番組制作会社、通信社などがある。この場合、「キー局」が対義語とされる例が多いが厳密には対義語ではない。
各地の放送局は、取材能力、番組制作能力、その他経済的な理由（番組制作費など）から早朝から深夜まで（放送局によっては24時間）の全ての時間帯で自局制作の番組を流すことは困難である。そのため、キー局となる放送局を中心としたニュースネットワークや、その他の番組配信ネットワークを形成し、キー局から「情報」を卸してもらい、各地で放送している。この場合、番組の小売の位置にある局を「ローカル局」、卸売をする局を「キー局」という。
日本においてはキー局はローカル放送圏域を持っているので「小売」も行っているが、海外では ケーブルテレビのニュースチャンネルから発生した卸売専門のキー局も存在する。
キー局はニュースネットワークにおいては通信社・新聞社から情報を受け取る一方、自局で取材をしてニュースの「卸売り」を行い、番組配信ネットワークにおいては番組制作会社や映画社から番組を購入する一方、自局制作番組を「卸売り」している。
小売を行うローカル局には、上流から流れて来る情報や番組の内、どれを放送するかを選ぶ権限を持つ為、キー局のローカル放送とは番組編成が異なることが多い。民放では提供する会社（CMを流す会社）の意向や支払い額に応じて小売の範囲が異なることが多い。
そのような経済的事由や文化圏的な理由により、番組配信ネットワーク（ある番組が放送されるエリア）には、全国規模、地方ごと（ブロックネット）、県ごと、全国の主要都市のみなど様々ある。ブロックネットにおいてはその地方におけるキー局とローカル局という役割分担がなされた情報流通となることもある。ブロックネットや個別の放送局といった特定の地域でのみ放送される番組は「ローカル番組」と言われる。

### ローカル局が存在しない放送
全国放送を行いローカル局が存在しないもの
衛星放送は、国全体に放送を行うことができる（全国放送）ので、特にローカル局は存在しない。ケーブルテレビ向けの卸売り事業を兼ねる場合もある。
また、日経ラジオ社も前身である日本短波放送の時代から日本全国を放送エリアとしている。
番組同時ネットを行わないもの
- ローカル番組
- ローカル放送
- 全国独立放送協議会に加盟しているキー局を特に持たない 独立放送局としてのテレビ放送局もある。これは、三大都市圏のうち茨城・愛知・大阪以外に存在し、基本的に都府県ごとに放送を行っている。大株主で経営母体でもある地方紙を上層に位置させた情報流通（ニュース配信）を行っている。そのため、「ローカル局」と見ることもできる。
- コミュニティFMの場合は、東京・大阪・名古屋・海外の番組を番販形式で放送している傾向が強くなってきているので、それを「ネットワーク化されている」と見ればローカル局とみなすことができるが、基本的に番販形式であるためローカル局とは言わない。

## 傾向
もともと1950年代当時には郵政省はテレビ局の大量開局に慎重であったが、当時の大臣田中角栄が方針転換し全国での大量開局に踏み切った。
ビジネスモデルとして、小売も製作・製造も行う卸売企業（販売経路の上流から下流まで行い、卸しに当たる企業がブランド力を持っている企業体）が支配的な小売ネットワークを持っている例は限定的である。高級百貨店、オイルメジャー、大手自動車会社、大手高級ブランド企業体など寡占が起きた企業ではこの傾向が見られる。
日本のテレビ放送においては、放送行政上では寡占を認めているため、同様な状況が起きており、卸売企業に当たるキー局（東京キー局、ブロックネットのキー局）のブランド力や集金能力が高い。
ただし、寡占ネットワークを認めていても、ある局が他局の発行株式の過半数を持って子会社化し、傘下に入れる行為は長い間放送法で禁止されていた。これは情報の寡占が情報統制に繋がって言論の自由（民主主義）が侵害されると考えるからである。
しかし、ローカル局は、放送圏域における視聴者数の多寡によって財政基盤が弱い場合があり、キー局からの卸し商品（コンテンツ）に頼ってしまっている現状は否めず、建前化してしまっている。実際、東京キー局放送会社やその親会社の全国紙新聞社が、合計してローカル局の株式取得制限を越えて取得してしまい、実質的な子会社化をしてしまった例が続出して問題になった（→マスメディア集中排除原則）。
結局、株式の放出をさせられて、子会社化を解消させられたローカル局の財政基盤や経営の系列化の問題は時々問題になっている。だが、放送に対する環境が大きく変化してきたため、2008年に放送法が改正されて放送持株会社が解禁された。これにより、キー局などによる他局の子会社化が可能となった。
経営基盤が強いローカル局、又は強力なコンテンツを持つローカル局は、東京キー局の番組配信ネットワークに対して半独立的な傾向を示す場合もある。近畿広域圏、中京広域圏、福岡、北海道、宮城、広島と言った政令市を抱えた地域の放送局や地元のプロスポーツチームの株主となったり、又はその放映権を半独占的に持っている局はこの傾向が強い。プロスポーツにおけるこの傾向を持つ局はテレビ静岡（清水エスパルス）、中国放送（広島東洋カープ）、TVQ九州放送（福岡ソフトバンクホークス）などがある。
一方、独立放送局は、テレビジョン放送局においては、関東地方では水戸（茨城県）を除く各地域に1局存在する。近畿地方ではびわ湖放送、KBS京都、サンテレビ、奈良テレビ、テレビ和歌山。東海地方では三重テレビやぎふチャンが在る。独立放送局にも半独占的に地元プロスポーツを放送する局がある。
ただ、経営基盤の弱いローカル局では深夜アニメなど、放送圏内で一定の視聴率が確保出来ない可能性の有る番組（つまり「CM効果、金にも数字、視聴率にもならないコンテンツ」）は放送しない傾向にあり、著作権管理が消滅したTVドラマ（例：『あかんたれ』など東海テレビ制作の昼ドラの放送）やテレビショッピング・UHFアニメなどの外部制作会社による持ち込み番組（買い取り枠とも呼ばれている）、日本ではあまり有名でない韓国ドラマ、放送終了までニュース番組を延々と流す傾向が多い。特にテレビショッピングは地方局に支払われる放送権が莫大なので資金力に乏しい地方局がよく放送する番組の一つであり、深夜や午前中あわせて2本以上も放送する地方局もある。また、上記の独立放送局の一部には深夜や午前中に加えて午後の時間帯にも放送しているところがある。一方でローカル局故に局による事前チェック（考査と呼ばれている）が疎かとなり、放送後に問題になったケースが発生したことがある。
ラジオ放送局（民間地上基幹放送事業者）の場合は番組制作費がテレビと比べて格段に安いためテレビ放送と比べると自局制作比率が高い。そのため、東京キー局のネットワークに属さない独立局も三大都市圏で存在する。但し、自局制作をする場合制作費やノウハウの問題でキー局から番組配信を受けた方が収益が上がることも多く、東京キー局のネットワークに入っているローカル局も少なからず存在する。

## 問題点
地域によっては人気番組やキー局で同時刻に放送している番組を意図的に放送しなかったり、諸事情により放送できない場合があり、放送されたとしても遅れネットや打ち切りの場合が多く、視聴者の不満も絶えない。これは民放が4 - 5局ある地域でも同様のケースが見られることがある。また、特に大都市を含む道府県では自社製作のローカル番組がキー局製作の番組の放送時間などに影響を与える場合もある（主に在阪、在名広域局）。

## 4大ネットワークのローカル局の今後
平成に入ってから、開局に次ぐ開局でテレビ東京系を除く4大ネットは日本テレビ系30局（クロスネット2局を含む）とフジテレビ系、TBS系の28局とテレビ朝日系の26局（いずれもキー局、TBS系以外はクロスネット局を含む）までになった。
しかし、これらの開局は、自民党の地方の有力者と地元企業、そして県庁の密接な関係が指摘されており、「地元新聞社-ローカル局-筆頭株主企業（電力会社が所有している場合が多いが、県が所持している場合もあり）」という、地元有力企業の連合体として成り立っている。また、これらに加えてキー局と準キー局が株式の大半を所有しており、「キー局の事実上の出張所」と化しているローカル局もある。
制作局からのネットワークセールス枠（スポンサードネット、ネット局にはネット保証金が入る）は限られており、経営の規模があまり大きくない放送局では番販購入に依存してしまい、それに充てるスポンサーも自局で探さなくてはいけないので大企業が少ない地方ほど経営は苦しい。地方局の中には事実上「県営」に近い所（→福島テレビやかつての山口放送参照）や第三セクター放送局も見られ、視聴率争いなどの過当競争はあるにしても、「共存共栄」が不文律ながらあるので、歪んだ経営も見られる局があるという。
また、キー局や各局制作の人気ローカル番組や深夜アニメを放送して欲しいという視聴者のニーズと、あくまでも自社制作番組や通販番組を放送して地上デジタル化による生き残りを図るローカル局のローカル番組制作において視聴者とローカル局との考えが乖離し、結果的にそれらの局が制作したローカル番組のつまらなさやCATVによる地上デジタル放送の区域外再放送の不同意などでローカル局が視聴者から不信感を抱かれつつある。
2011年から「地上デジタル放送」（地デジ）に完全に移行するに当たり、淘汰される地方局も出てくるのでは、という声も上がってきているという上記のような利益がほとんど労せずに転がり込むようなことが地デジではなくなるからである。その上、地デジ放送に対応した巨額の出費を余儀なくされ、厳しい経営環境に追いやられ、将来的には「ローカル局の倒産」も出てくる可能性があると見られ、今まで放送法に守られてきたローカル局は、一転して厳しい対応をせまられている。
実際、放送局内の企画事業部を「○○（放送局名、特に略称）企画株式会社」「○○（放送局名、特に略称）メディアエージェンシー」などとするような社内のイベント事業部などを子会社化して切り離したり、札幌テレビ放送所有の多目的ホール「スピカ」取り壊しなどのように関連施設を売却・閉鎖したり、情報番組などの放送をスタジオでの放送に比べ光熱費などを抑えられる局舎ロビーなどのオープンスペースで撮影したりして経費を削減しているローカル局（一方で、開放的でイメージが良く見える効果も狙っている）もある。また、放送持株会社の解禁により、将来的には複数のローカル局を放送持株会社の傘下に入れることも考えられている。

## 関東・関西以外の制作番組で別地域でも放送されている主な番組
（過去の分も含む。いわゆる単発でネットされた番組は含まない）

### テレビ

#### 日本テレビ系列
- 1×8いこうよ!（札幌テレビ）
- ブギウギ専務（札幌テレビ）
- 酒の肴つくってみーよ（山形放送）
- やまがた発!旅の見聞録（山形放送）
- ゴリ夢中（中京テレビ）
- オードリーさん、ぜひ会ってほしい人がいるんです。（中京テレビ）
- 日本海テレビの火曜深夜自主制作枠
- ナンデモ特命係 発見らくちゃく!（福岡放送）

過去
- かっぺいのいったりきたり（ミヤギテレビ）
- 我ら釣キング（福岡放送）
- D!アンビシャス（札幌テレビ）

#### テレビ朝日系列
- 水曜どうでしょう（どうでしょうリターンズ、水曜どうでしょうClassic）（北海道テレビ）
- おにぎりあたためますか（北海道テレビ）
- ウドちゃんの旅してゴメン（メ〜テレ）

過去
- アグレッシブですけど、何か?（広島ホームテレビ）
- ピエール瀧のしょんないTV（静岡朝日テレビ）

#### TBS系列
- 本能Z（CBCテレビ）
- キユーピー3分クッキング（CBCテレビ版、CBCテレビ）
- ゴゴスマ（CBCテレビ）

過去
- ノブナガ（CBCテレビ[14]）
- ふしぎのトビラ（東北放送）

#### フジテレビ系列
- ゴリパラ見聞録（テレビ西日本）
- 華丸・大吉のなんしようと?（テレビ西日本）
- タカトシ牧場（北海道文化放送）

過去
- 俵太の達者でござる（福井テレビ）
- おしごと体験バラエティ〜北陽の「なりたい!」（テレビ静岡）
- Break Point!（MUSIC JAPAN、music holic）（岩手めんこいテレビ）
- ドラマ・めんたいぴりり（テレビ西日本）
  - このドラマはキー局フジテレビでも放送された。フジテレビでローカル局制作の番組が放送されるのは極めて異例である。

#### テレビ東京系列
- しまじろうのわお!（テレビせとうち）※岡山に本社を置く当局はテレ東系列はもちろん、東名阪地区以外の民放テレビ局で全国ネットのレギュラー番組を制作している唯一の放送局である。

過去
- ファンタメTV（テレビ愛知）
- 遊びに行こっ!（テレビ愛知）

### ラジオ

#### JRN・NRN系列
- 林部智史の「あいたいラジオ」（山形放送）
- 樋口了一の帰ってきた夢旅人（東北放送）
- 宮川賢のまつぼっくり小国（東北放送）
- チアーズヴォイス（東北放送）
- 志の輔・シゲルのてるてるシゲシゲ（北日本放送）
- 志の輔&雷鳥のなんでか?ニッポン（北日本放送）
- 1万年堂出版の時間（静岡放送）
- 林哲司&半田健人 昭和音楽堂（静岡放送）
- 大正琴こころのメロディー（CBCラジオ）
- MiNoの幸せ時間（CBCラジオ）
- 山本譲二の住まいるフレンド（東海ラジオ）
- あにまにあ（北陸放送）
- 田中編集長のサントラ大作戦（福井放送）
- みち子先生のニコニコ通信（南日本放送）
- みょ〜なラジオ（山陰放送）
- エネルギー最前線 ミライレポート（中国放送）
- Nexco西日本 Drive Escourt（中国放送）
- 保田隆のHeart Beatラジオ（中国放送）
- 今日のこころ 私のこころ（中国放送）
- STU48のちりめんパーティー（中国放送）
- かが屋の鶴の間（中国放送）
- 山野秀子のちいさなパティオ（中国放送、毎年元日のみ広島県以外の地域でも放送）
- 松村邦洋のOH-!邦自慢（山口放送）
- 岩本初恵のあしたはきっと晴れるから（RKB毎日放送）
- 宇佐元恭一アーティストライブラリー（RKB毎日放送）
- 高杢禎彦のあなたに元気を（RKB毎日放送）
- 細川茂樹の家電ソムリエ（九州朝日放送）
- だって博多の女やもん（九州朝日放送）

#### 独立系列
- 流れ星のキッズスクール（岐阜放送）